# 莫雷诺广场

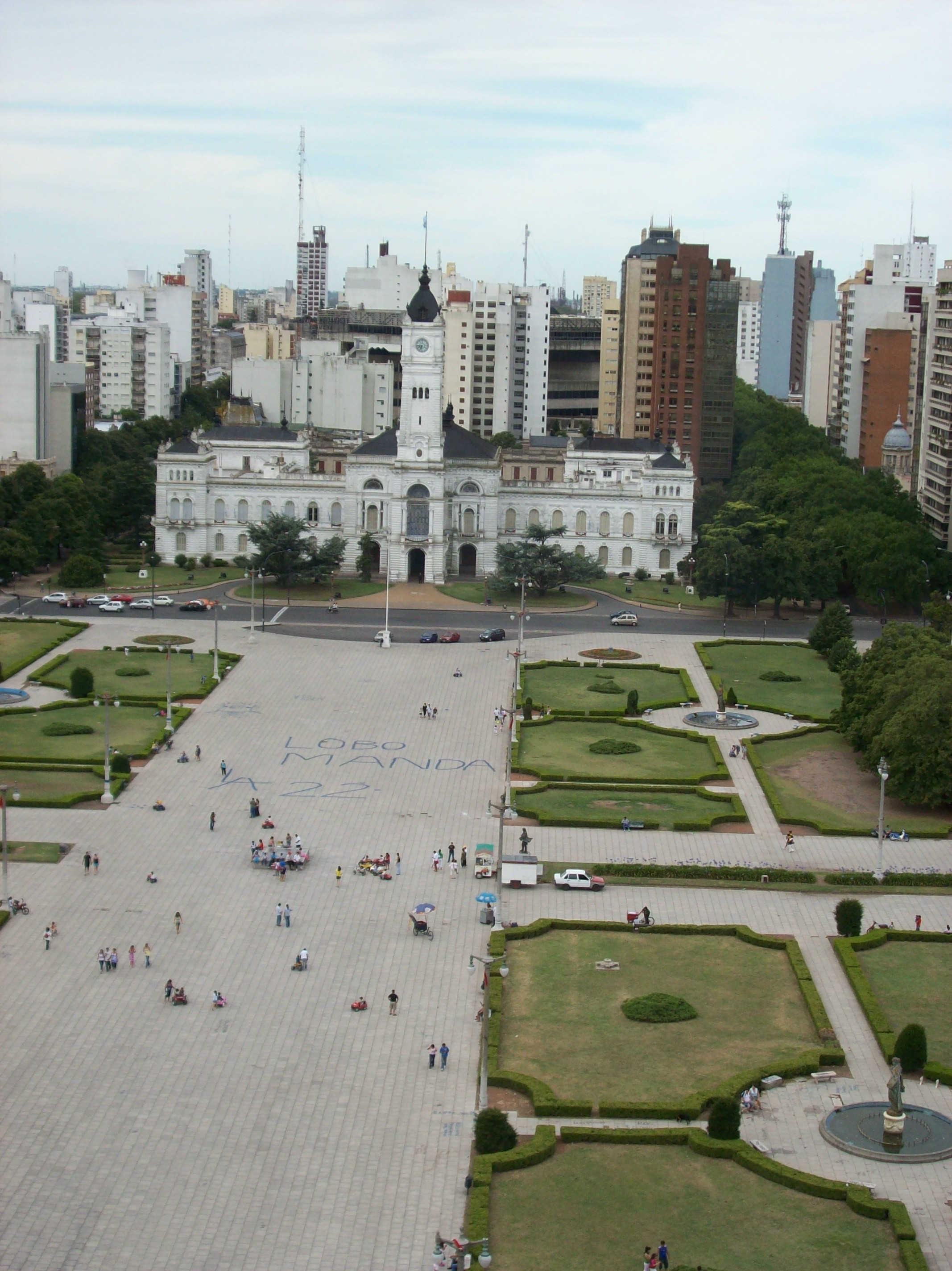
莫雷诺广场与市政厅

莫雷诺广场（Plaza Moreno）位于阿根廷布宜诺斯艾利斯省拉普拉塔市，介于50街、54街、12街与14街之间。

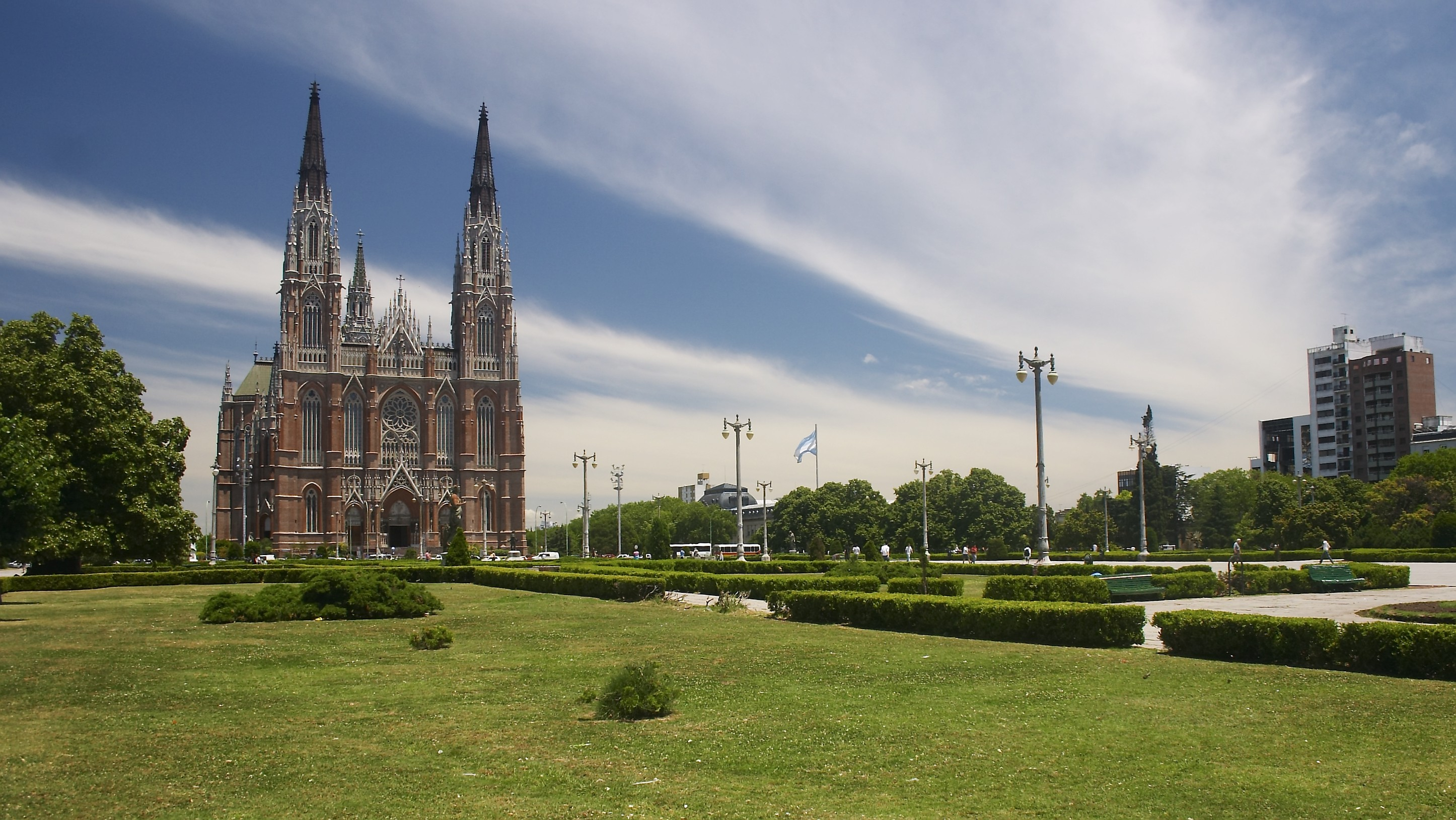
莫雷诺广场与主教座堂

莫雷诺广场是该市的主广场，面积近8公顷，是阿根廷最大的广场之一。1882年11月19日拉普拉塔的建市典礼就在此举行。广场上有该市的两大建筑：12街的拉普拉塔市政厅，和14街的拉普拉塔主教座堂。
广场上每年都举行庆祝建市周年的免费音乐会和烟火晚会。